# 沉船考古學

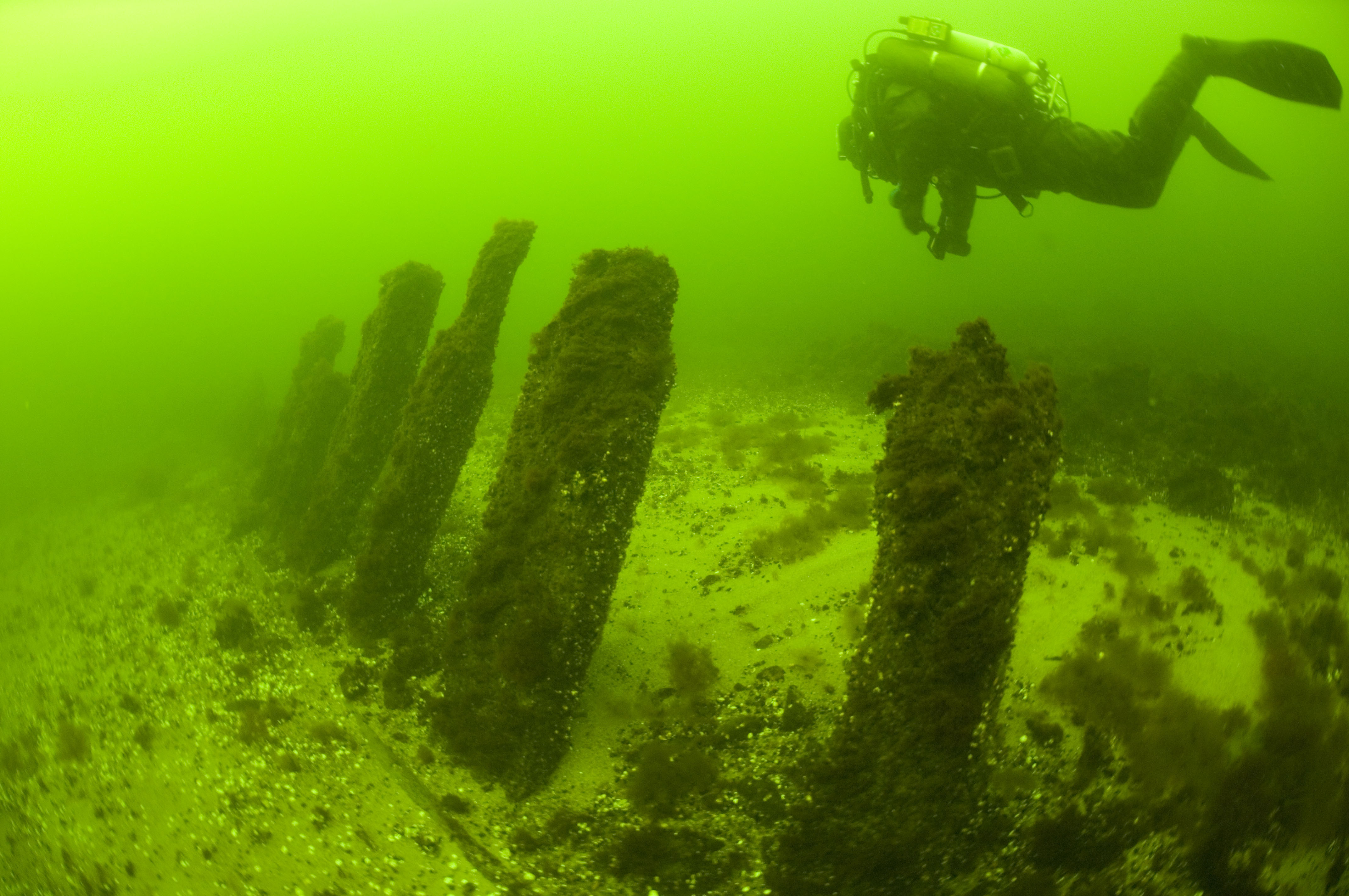
潛水探索沉船

沉船考古學是研究沉船與海難的考古學範疇。海難發生之前，船隻應已運轉一定時間，並由船員、裝備、貨物等組成一套大系統。沉船留下的物質可提供船隻適航能力、導航方式、船上生活等資訊，亦能帶上當時的社會、經濟以及政治環境。海難通常已發生多時，沉船會遭到海流、海洋生物等影響，故考古過程中亦需考慮這些因素。

## 聯合國教科文組織水下文化遺產保護公約
海難已達一百年的沉船受聯合國教科文組織水下文化遺產保護公約保護，當中防止對沉船的搶掠或破壞。公約有助國家以國際法律框架保護其水下文化遺產。

## 沉船理論

### 麥加來模型
沉船考古學首個系統性分類及詮釋模型由基夫·麥加來於1976年研究肯內默蘭號時提出，該船於1664年沉沒。此模型描述了物料於船難時的轉變、及後的打撈工程以及環境對沉船物質的衰變及移位。雖然麥加來於模型中包含了自然和環境因素，但及後研究多大只推展了前者 。

### 人類影響
馬田·基比斯於2006年發表論文，擴展了麥加來模型中海難時人類行為對影響以及沉船與人的長期關系。此模型將人於船難的過程按時分類，當中包括：
- 撞擊前威脅階段（Pre-impact threat phase），船員考慮規避動作所帶來的風險，又或因規避更大風險而最終引致其他海難原因。
- 撞擊前警告階段（Pre-impact warning phase），船員或會於此階段採取極端行動以避免災難，例如嘗試擱淺、拋棄貨物或下錨等
- 撞擊（Impact），船員將決定棄船或留在船上嘗試浮起船隻
- 撞擊後（Post impact），生還者集合收集財物或維修
- 拯救與海難後（Rescue and Post-disaster），第三方嘗試打撈或移除航行風險

## 保育水下物料

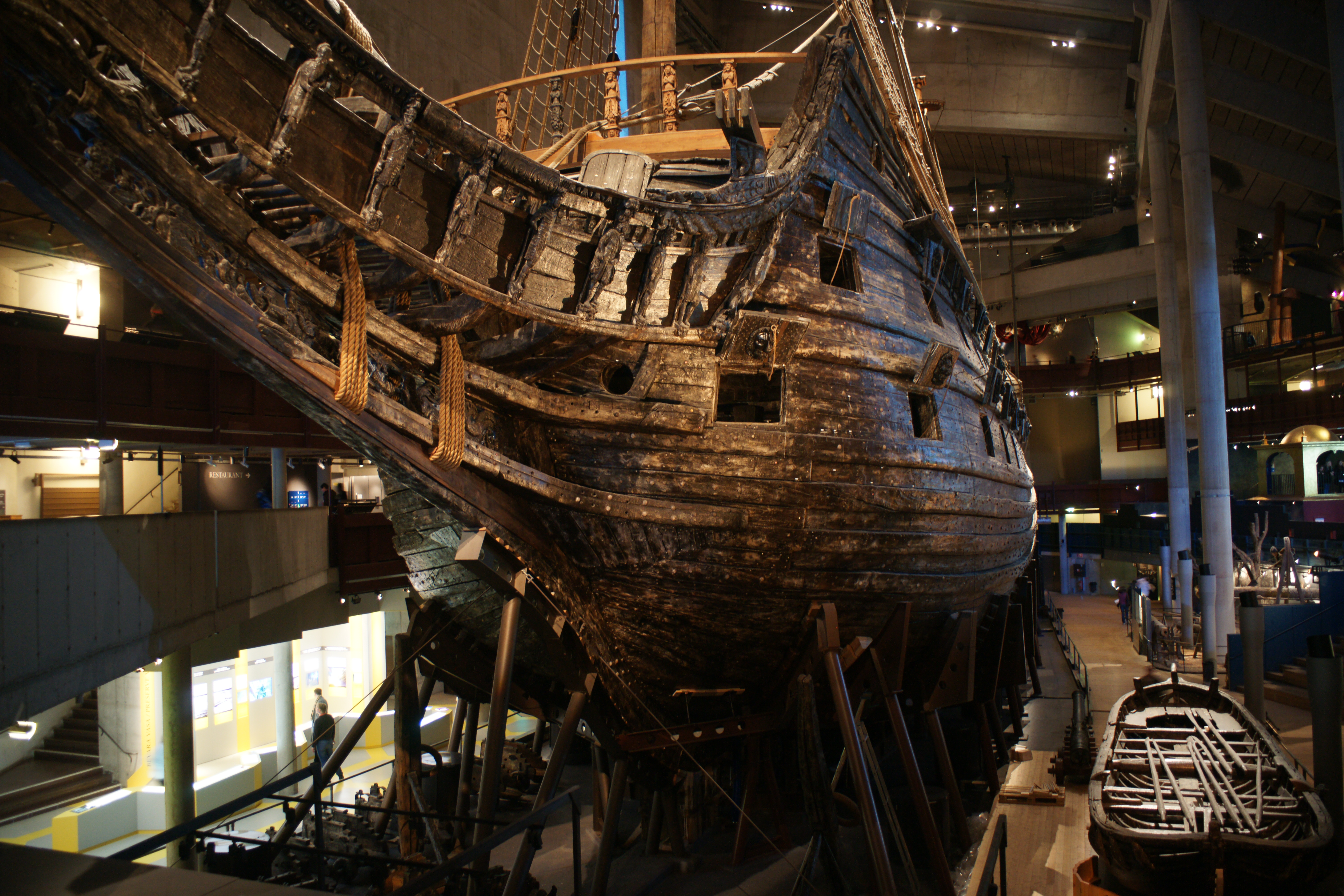
瓦薩號的船首。該船於1628年首航，於1961年打撈並於瓦薩沉船博物館永久展示

很多例子顯示海床對水下歷史證據而言為非常惡劣的環境，其中如鐵達尼號雖為相對較近期的沉船，又因處於深海而缺乏鈣質從而避免結核化，但其鐵製船體已遭到不可逆轉的侵蝕。這種侵蝕將繼續下去，使當中包含的資訊隨之消失，並最終於大西洋海床上完全解體。比較證據顯示鐵船與鋼船將持續侵蝕直至除引擎等物品外全部消失為止。莫尼特號蒸汽炮艦的殘骸於1970年發現，並曾以原址保留的方式保育，但侵蝕速度甚高，使得最終須打撈其炮塔以免落得船體全部消失的結局。
部分因自然障礙物而發生海難的沉船或會受到相同情況的其他船隻所破壞，又或會被特意破壞而清理航行道。即使於深水中，如鋪設管道等商業活動亦會為沉船帶來風險，例如墨西哥湾1220米深的海底上有一沉船直至2002年才由油田工人發現。大型管道或會由海面直接沉至海床處，由此損毀沉船。拖網捕漁亦會將結構扯開，並把遺物帶離沉船。
船難發生時，船隻的狀態將發生許多改變直至達到該環境的穩態為止。起初，船難將有組織的船隻化為不穩定的結構及遺物，再由自然力量將物件改變，例如較重的物件會快速下沉，而較輕的物件則可能先漂流一段時間，浮力較高的則會完全漂離現場。由此，水下的物件會被混合和「過濾」。沉船亦會影響洋流，並因而改變海床的組成。船隻處於水下的時候，化學反應與水中生物會將船隻侵蝕，而途中其他人或會改變其進程，例如將有價值的物件打撈。
沉船或因沉入海床之中而獲保全。海床沉積物提供了無氧環境因而減少了侵蝕。低温與低光亦有助遺物的保留，因其提供了較少能量予生物活動或化學反應。鹽水中會有較多生物活動，例如船蛆只生存於鹽水當中，故不沉入海床而又獲良好保存的沉船可於寒冷而深水的五大湖以及鹽度較低的波罗的海中找到。

### 沉船的詮釋及展示
沉船潛水徑（Wreck trail）使潛水員可參觀並了解考古遺址，絕佳例子之一為佛羅里達公共考古網絡的佛羅里達狹地沉船徑（Florida Panhandle Shipwreck Trail），當中包含了十二艘沉船以及各種海洋生物供以參觀。除此以外，書籍、期刊、電視節目及互聯網等亦有助公眾理解水下考古學。懺悔星期二沉船計劃製作了一套一小時高清記錄片以及各種影片以助公眾了解該計劃並作教育之用。2000年及2001年有長約一周的直播水下影片，展示安妮女王復仇號的沉船考古過程。

## 著名沉船

### 鐵達尼號

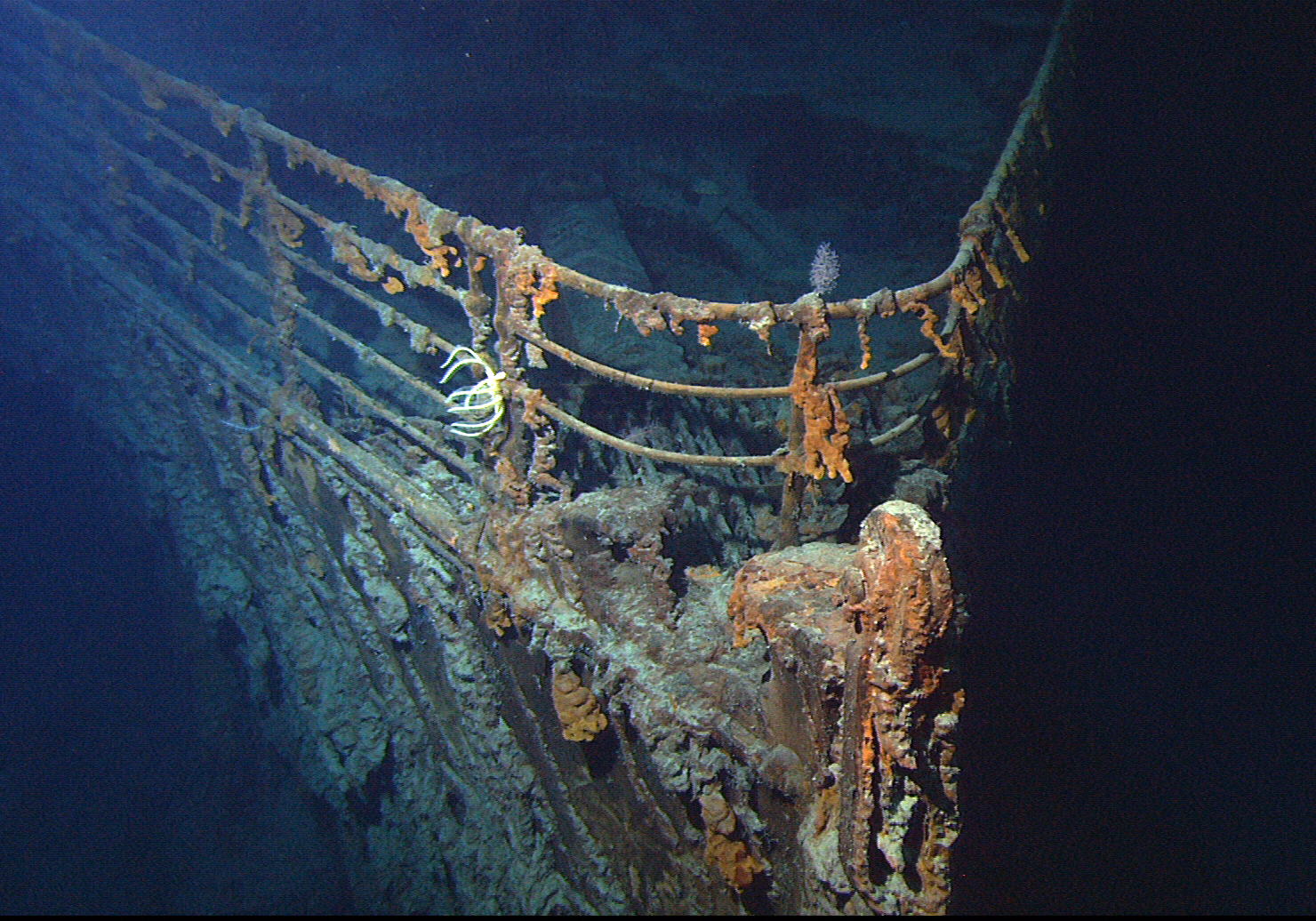
鐵達尼號的船首於近年發現

鐵達尼號沉沒事故發生於1912年4月15日，當時載有超過2,000名乘客。鐵達尼號於處女航期間撞上冰山並沉沒，船身破裂落入2英里深的海床，船首沉入海底黏土之中，遺物到處散落。海洋生物將船上有機物如木材等消耗，而細菌菌落則將鋼鐵侵蝕，留下紅橙色副產品。沉船於1985年發現，距離船難已達73年。2010年起機械人獲許用作拍攝，而考古學家亦可於甲板上工作。

### 佐治安娜號蒸汽船
佐治安娜號蒸汽船一艘美利堅聯盟國19世紀中期蒸汽貨船，為邦聯中最強大的軍艦，但於處女航中嚴重受損，最終鑿沉。1965年於南卡羅萊納州查理斯頓發現，其鍋爐離水面僅1.5米，現由各種軟珊瑚、珊瑚及其他生物所覆蓋。大部分船體依然完整。

### 安妮女王復仇號

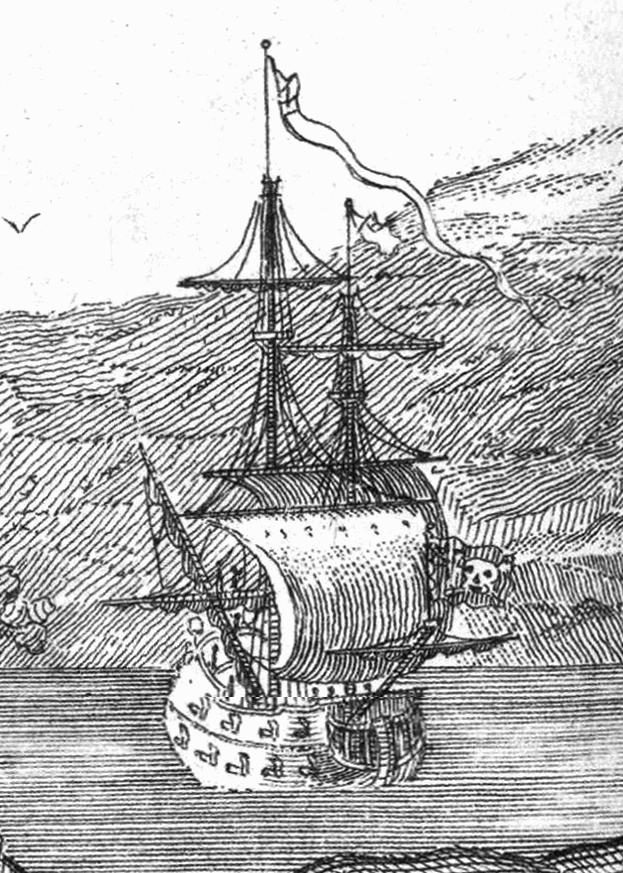
安妮女王復仇號的素描

安妮女王復仇號是18世紀海盜黑鬍子的旗艦，曾用作奴隸船。1996年由一組研究員發現其遺物並確認來源。